# Teatre Provisional de Praga
El Teatre Provisional de Praga (en txec Prozatimní divadlo) va ser erigit el 1862 com un teatre temporal per al drama i l'òpera txecs fins que pogués construir-se un Teatre Nacional permanent. Es va inaugurar el 18 de novembre de 1862 i va funcionar durant vint anys, durant els quals s'hi van fer unes 5.000 funcions. Entre 1866 i 1876 el teatre va estrenar quatre òperes de Bedřich Smetana, inclosa La núvia venuda. L'edifici del Teatre Provisional va ser finalment incorporat a l'estructura del Teatre Nacional, que va obrir les portes l'11 de juny de 1881.